# Le Palais royal

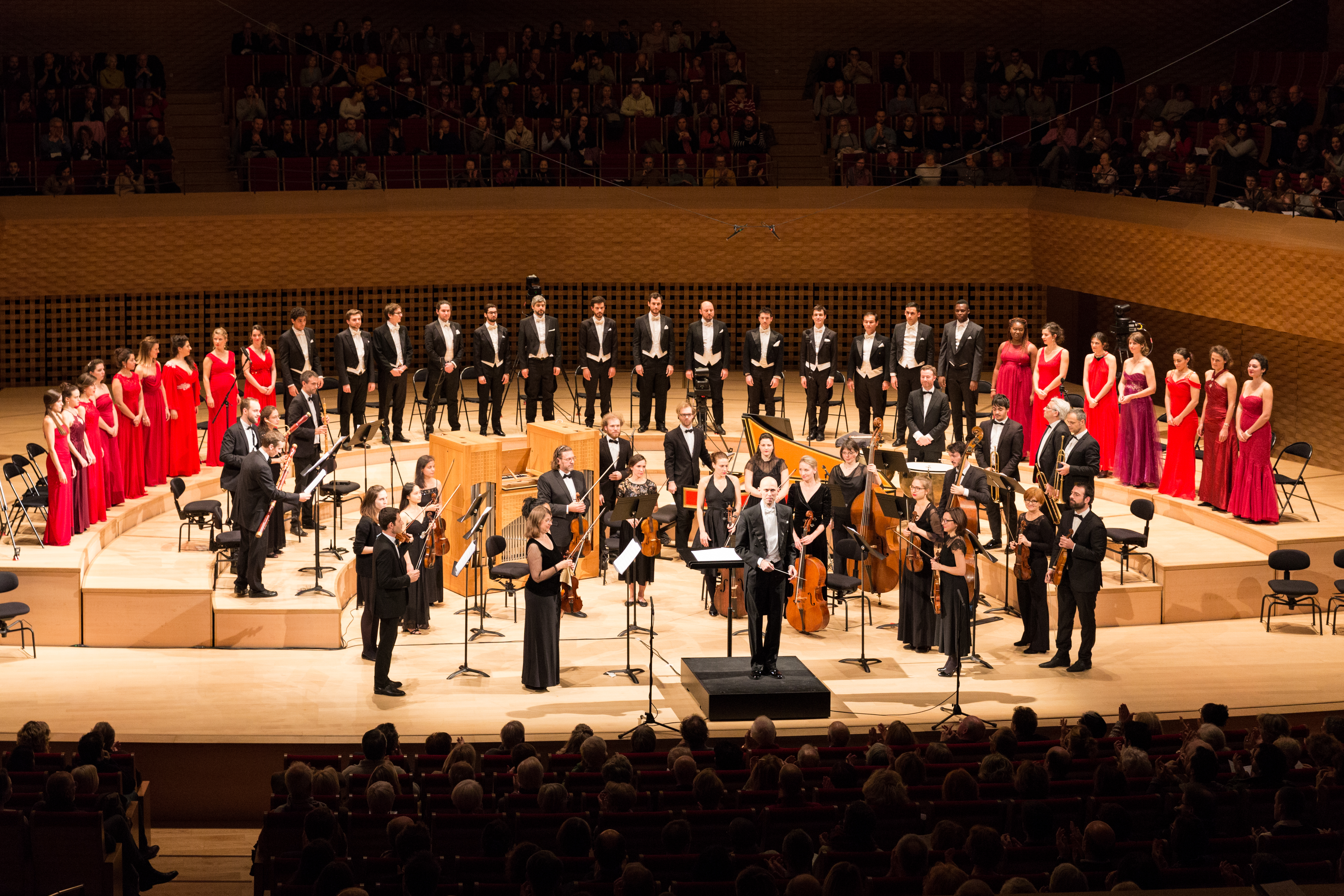
Le Palais royal à La Seine Musicale - 30 novembre 2019

Le Palais royal est un ensemble musical français jouant sur instruments d'époque créé et dirigé par Jean-Philippe Sarcos. Il est composé d’un orchestre et d’un chœur, interprétant un répertoire s’étendant de la fin du XVIIe siècle au début du XXe siècle. Depuis sa création, il se distingue par sa signature musicale singulière inspirée par le credo de son chef : rendre unique l’expérience du concert en privilégiant la proximité et le partage avec le public. L’orchestre joue debout, le chœur chante sans partition, Jean-Philippe Sarcos présente aux auditeurs avant de jouer, les œuvres interprétées sous un angle tant historique que philosophique. Il montre ce que ces œuvres intemporelles peuvent nous apporter aujourd’hui.

## Historique
Fondé en 2010 par le chef d'orchestre Jean-Philippe Sarcos, l'ensemble doit son nom au goût pour l'élégance et l’effervescence des cours européennes du XVIIe au XIXe siècle.
Le Palais royal est invité à se produire sur les grandes scènes : festival de musique de La Chaise-Dieu, de Chambord, d’Auvers-sur-Oise, de Lessay, de Froville, Festival de musique ancienne de Séville, Les Flâneries Musicales de Reims, La Seine Musicale...
Il est membre de la Fédération des ensembles vocaux et instrumentaux spécialisés (FEVIS).

### Ligne artistique
Elle se décline en trois axes principaux. 
La musique baroque italienne d’abord. Grâce à sa formation durant trois ans auprès de William Christie, Jean-Philippe Sarcos a fait de la musique baroque italienne, et en particulier Vivaldi et Haendel, un de ses répertoires de prédilection. Ainsi, les programmes Joie baroque, Les Passions de Haendel ou encore Haendel, musiques royales figurent parmi les programmes phares du Palais royal.
La musique du tournant du XVIIIe siècle ensuite, avec Mozart, Beethoven, Haydn ou encore Mendelssohn. Ces dernières saisons, Le Palais royal a entrepris l’intégrale des symphonies de Beethoven sur instruments d’époque (parmi lesquelles la Symphonie No. 7), la redécouverte des oratorios de Haydn en version française d’origine (La Création en mars 2016 et Les Saisons en mars 2017) et de chefs-d’œuvre de Mozart, comme le Concerto pour clarinette sur clarinette de basset avec Pierre Génisson.
La musique française du XIXe siècle enfin. Unique élève de Georges Prêtre, Jean-Philippe Sarcos a hérité de son goût pour la musique française, et notamment pour Saint-Saëns, Bizet, Debussy, Ravel ou encore Poulenc, dont il a acquis une connaissance directe et une compréhension sensible. Deux créations récentes du Palais royal, Tout est Lumière et Berlioz le Fantastique, sont un hommage à cet héritage français.

### LaSalle historique du premier Conservatoire
Ce projet artistique et musical entre en résonance avec ce lieu mythique à Paris où Le Palais royal est en résidence depuis six ans.
Monument édifié en 1806, sa qualité acoustique fut immédiatement reconnue comme exceptionnelle, lui valant le surnom de Stradivarius des salles de concert. C’est là que les symphonies de Beethoven furent entendues pour la première fois en France, là que fut créée la Symphonie fantastique de Berlioz, ainsi qu’une grande partie de la musique française du XIXe siècle.
En lien avec l’histoire de ce haut lieu de musique, Le Palais royal y présente sa saison parisienne. Sous forme de thématiques, il propose d’entendre – sur instruments d’époque – des œuvres méconnues, rares ou oubliées aux côtés des chefs-d’œuvre du répertoire, en harmonie avec les programmes donnés dans cette salle au répertoire exceptionnellement riche depuis le milieu du XVIIIe siècle.

### Hier et aujourd'hui
Entouré de jeunes talents (Jodie Devos, Benjamin Prins, Orlando Bass, pour ne citer qu’eux) et de pointures de ces répertoires (Florence Malgoire, Mathias Vidal ou Paolo Zanzu), Le Palais royal n’a de cesse de renouveler l’interprétation sur instruments d’époque grâce à des formes nouvelles de concerts et à des approches novatrices.
L'ensemble s’inscrit désormais sur la scène musicale française comme un véritable passeur d’histoire, de musique, d’enthousiasme et d’émotion.
Le Palais royal est membre de la Fédération des Ensembles Vocaux et Instrumentaux Spécialisés (FEVIS).

## Répertoire
Le Palais royal propose chaque année des programmes thématiques composés d'œuvres plus ou moins connues : 
- 2014 : Le Messie de Haendel
- 2014 : Rameau et l'esprit français
- 2015 : Beethoven à la campagne
- 2015 : Les Passions de Haendel
- 2016 : Apothéoses
- 2016 : La Création de Haydn
- 2016 : Didon et Énée de Purcell
- 2016 : Joie baroque
- 2017 : Les Passions de Mozart
- 2017 : Orient Express
- 2017 : Les Saisons de Haydn
- 2018 : Derniers feux de Venise et de Naples
- 2018 : Tout est lumière
- 2019 : Berlioz le fantastique - Épisodes de la vie d'un artiste
- 2019 : Haendel, musiques royales
- 2019 : Inspirations italiennes
- 2019 : Glory
- 2020 : Giocoso
- 2020 : Virtuosité baroque
- 2021 : Deux hommes et une femme
- 2022 : Le lys et le chardon
- 2022 : Quand Wolfgang devient Mozart
- 2022 : Les Violons de l'espoir
- 2023 : Vivaldi masqué
- 2023 : Haendel magicien
- 2024 : Paris 1850
- 2024 : Rossini, le Paradis perdu
- 2024 : Mariage d'amour
- 2025 : Mozart en piste

## Discographie
- Marius et Fanny[17], Abeille Musique, 2008
- Haendel, musiques royales[18], Little Tribeca, 2012
- Requiem de Campra[19], Festival de Souvigny, Association Saint-Marc, 2013
- Virtuosité Baroque[20], Bel air classique, 2014
- Le temps des héros. Beethoven / Mozart[21], 2019
- Peau d'âne, 2018
- Glory, 2020
- Paradisi Gloria, Aparté, 2024